# Jean-Antoine de Robiano
 (septembre 2013).
Si vous disposez d'ouvrages ou d'articles de référence ou si vous connaissez des sites web de qualité traitant du thème abordé ici, merci de compléter l'article en donnant les références utiles à sa vérifiabilité et en les liant à la section « Notes et références ».
Jean Antoine de Robiano, né à Bruxelles en 1698 et mort à Ruremonde le 28 juin 1769, est un prélat, évêque de Ruremonde de 1746 à 1769.